# Tartrat
Tartrat là muối hoặc este của hợp chất hữu cơ acid tartaric, một acid dicarboxylic. Công thức phân tử của dianion tartrat là O−OC-CH(OH)-CH(OH)-COO− hoặc C4H4O62−.
Các hình thức sử dụng chính của tartrat trong thương mại là tinh thể acid tartaric tinh khiết được dùng như một chất acid hóa trong đồ uống không cồn và thực phẩm, kali bitartrat được sử dụng trong đồ nướng và kali natri tartrat thường được sử dụng trong dung dịch mạ điện.

## Phụ gia thực phẩm
Là phụ gia thực phẩm, tartrat được sử dụng như chất chống oxy hóa, chất điều chỉnh độ acid và chất nhũ hóa. Ví dụː
- Natri tartrat (E335)
  - Natri bitartrat
  - Natri tartrat
  - Natri amoni tartrat là hợp chất mà qua đó Louis Pasteur phát hiện ra tính không trùng vật–ảnh qua gương (chirality)
- Kali tartrat (E336)
  - Kali bitartrat (còn gọi là cream hoặc tartar trong tiếng Anh)
  - Kali tartrat
- Kali natri tartrat (E337)
- Calci tartrat (E354, được sử dụng làm chất nhũ hóa)
- Stearyl tartrat (E483, được sử dụng làm chất nhũ hóa]])

## Phụ phẩm rượu

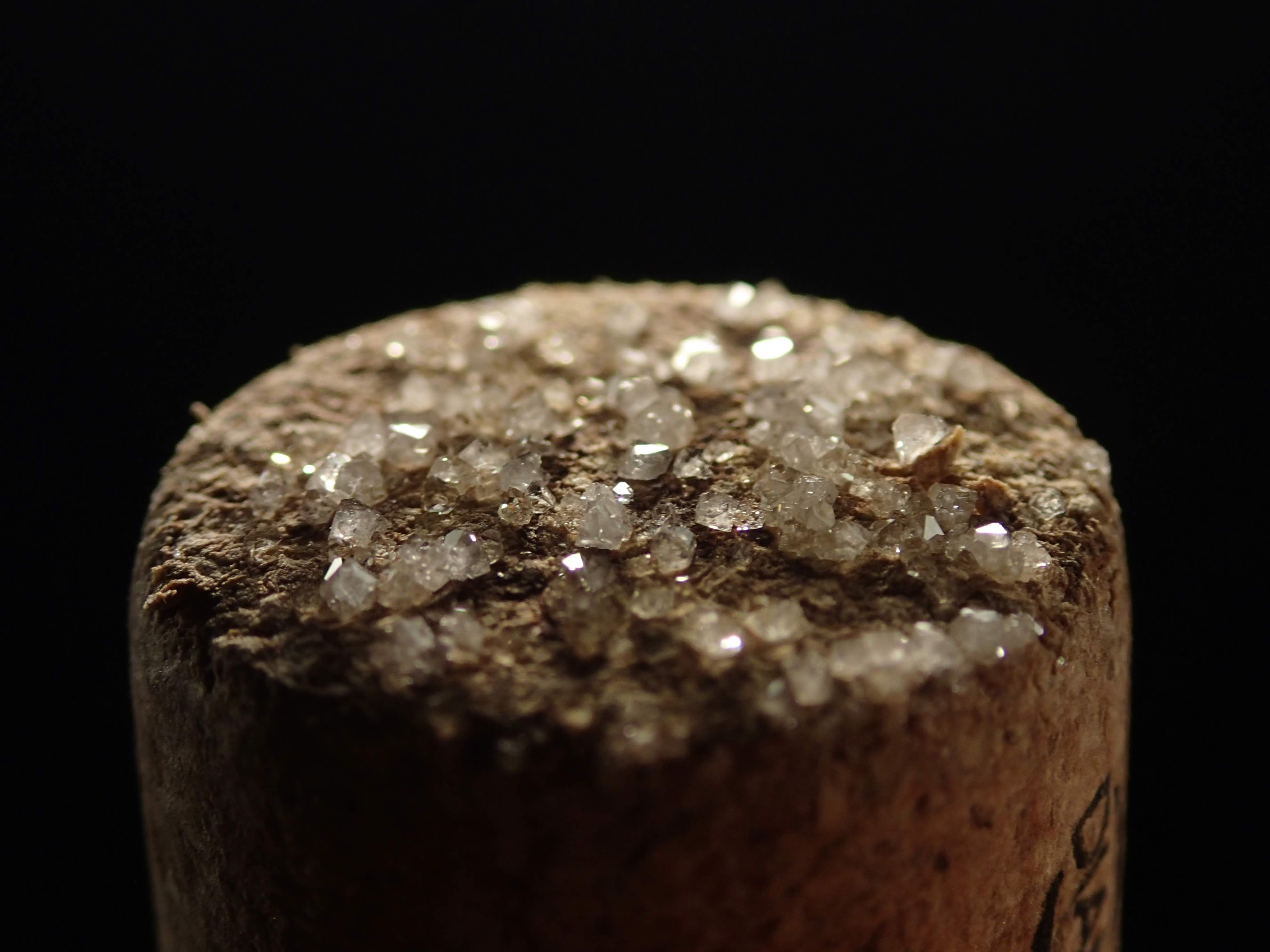
Tinh thể tartrat trên một nút chai rượu

Trong rượu vang, tartrat là chất tinh thể lắng đọng vô hại tách ra khỏi rượu trong quá trình lên men và biến chất. Thành phần chính của tinh thể này là kali bitartrat, một muối kali của acid tartaric. Một lượng nhỏ các mảnh vụn thịt quả, nấm men chết và các vật liệu phenolic kết tủa như tanin tạo nên các tạp chất làm ô nhiễm muối tartrat.
Ngành công nghiệp sản xuất rượu vang là nguồn duy nhất của tartrat thương mại, và các lớp vỏ kết tinh còn sót lại bên trong các bình lên men thường xuyên được cạo ra và làm sạch để sử dụng cho mục đích kinh tế khác.
Tartrat tách biệt khỏi rượu vang mới vì chúng ít hòa tan trong rượu hơn là trong nước ép nho không cồn. Các số liệu chính xác khác nhau tùy theo giống nho và khu vực canh tác, nhưng khoảng một nửa lượng tartrat hòa tan trong nước nho không hòa tan trong rượu vang. Vấn đề là tartrat có thể vẫn ở trạng thái quá bão hòa sau khi đóng chai và có thể kết tinh vào một thời điểm nào đó không thể đoán trước được.
Tartrat kết tủa trong rượu vang đỏ thường có một số sắc tố đỏ và thường bị loại bỏ như một chất lắng cặn. Trong rượu vang trắng, chúng có thể trông giống như những mảnh thủy tinh. Ngành công nghiệp rượu vang hiện đại đã quyết định rằng việc ổn định lượng tartrat này được ưu tiên hơn trong việc tuyên truyền cho người tiêu dùng.

## Phụ gia bê tông
Tartrat cũng được sử dụng như một chất làm chậm thời gian đông kết bê tông khi nhiệt độ quá cao.